# Гамбаска
Гамбаска, Ґамбаска (італ. Gambasca, п'єм. Gambasca) — муніципалітет в Італії, у регіоні П'ємонт,  провінція Кунео.
Гамбаска розташована на відстані близько 520 км на північний захід від Рима, 60 км на південний захід від Турина, 32 км на північний захід від Кунео.
Населення — 388 осіб (2014).
Щорічний фестиваль відбувається 25 липня. Покровитель — San Giacomo.

## Демографія
Населення за роками:

Станом на 1 січня 2023 року в муніципалітеті офіційно проживало 17 іноземців з 10 країн, серед них 4 громадяни країн Євросоюзу та 1 громадянин України.

## Сусідні муніципалітети
- Броссаско
- Мартініана-По
- Ревелло
- Ріфреддо
- Санфронт